# Операция «Фоксли»
Операция «Фоксли» (англ. Operation Foxley) — план несостоявшегося покушения на Адольфа Гитлера, разработанный Управлением специальных операций (УСО) Великобритании в 1944 году. По мнению историков, наиболее вероятная дата покушения должна была быть 13-14 июля 1944 года, во время посещения Гитлером своей резиденции Бергхоф. Однако несмотря на то, что операция была детально разработана, она была УСО свёрнута. К этому времени британское руководство, узнав о наркотической зависимости Гитлера, пришло к выводу, что союзники одержат победу над Германией быстрее, если Гитлер останется во главе Третьего Рейха и Вермахта, чем если его заменит кто-то другой. Документ об операции, 20-страничное досье, был рассекречен в июле 1998 года Британским государственным архивом после истечения 30-летнего срока секретности.

## Предыстория
Управление специальных операций Великобритании разработало несколько планов покушения на Гитлера. Одним из первых настоящих планов был план бомбардировки поезда, когда в нём находился бы Гитлер. УСО уже имел большой опыт по крушению поездов с использованием взрывчатых веществ. План был отклонён, поскольку график перемещения Гитлера был слишком неопределённым и непредсказуемым: предупреждения на железнодорожные станции о прибытии состава с Гитлером приходили за несколько минут до его прибытия.
Другой план заключался в отравлении каким-нибудь безвкусным, но смертельным ядом системы питьевого водоснабжения вагона, в котором должен был находиться Гитлер. Однако и этот план был отклонён в виду сложности осуществления, поскольку требовал постоянного присутствия агента внутри вагона из-за непредсказуемости нахождения фюрера.

## Разработка операции
В конце концов, было принято решение использовать снайпера, как способ с максимально вероятным успехом. Летом 1944 года, один немец из пленных в Нормандии, служивший ранее в личной охране Гитлера в Бергхофе, указал, что Гитлер практически всегда совершал 20-минутную утреннюю прогулку в одно и то же время, после 10 часов утра. Во время прогулок он любил быть в одиночестве, прогуливаясь возле леса, без видимой ему охраны. Тем более, когда Гитлер был в резиденции, там в его честь поднимался штандарт, который был виден, в том числе, из кафе, находившемся в соседнем городе.
Основная суть операции была в том, чтобы уничтожить Гитлера во время такой прогулки, когда он был бы без защиты, когда заходил в находившуюся в резиденции чайную. Согласно этому плану, люди из УСО сбрасывались с парашютами в окрестностях Бергхофа. Этими людьми, в качестве прикрытия, должны были быть поляки и английский снайпер, свободно говорящие по-немецки, одетые в немецкую военную форму. После десантирования группа должна была собраться, скрытно подобраться максимально близко для эффективного поражения цели (порядка 300 метров или ближе), при этом местность, по которой Гитлер совершал прогулки, должна была хорошо просматриваться. Именно в это время количество охранников вокруг Гитлера было минимально.
Снайпер был найден и ознакомлен с планом и инструкциями. Он был обучен стрельбе по движущейся мишени со снайперской винтовки Mauser 98k (нем. Karabiner 98k), являвшейся в Вермахте стандартным оружием, в условиях, максимально приближённых к условиям выполнения поставленной задачи. Так же, среди местного населения, был найден убеждённый антифашист, родом из Хайденталя (Хайденталь), дядя одного плененного англичанами солдата. Он жил в Зальцбурге, находившемся в 20 км от Бергхофа и работал лавочником. Он с друзьями, также торговцами, регулярно посещал стрелковый тир, который располагался всего в 16 км от Бергхофа.
В УСО не все поддержали этот план. В частности, против был заместитель начальника Немецкого отдела УСО, полковник Роналд Торнли. Но начальник Торнли Джеральд Темплер и Премьер-министр Уинстон Черчилль план поддержали. Два человека уже были десантированы и внедрены, чтобы по команде, будучи переодетыми в форму немецких горных стрелков, выйти в зону предполагаемой стрельбы.

## Итог разработки
План был представлен для окончательного утверждения в ноябре 1943 года, но так и не был осуществлён. Оставались разногласия в том, что ликвидация Гитлера как таковая не считалась хорошей идеей, поскольку:
- во-первых, Гитлер никогда не считался хорошим стратегом, и его смерть не была выгодна с военной точки зрения;
- во-вторых, в случае его гибели страну мог возглавить более сильный стратег;
- в-третьих, героизация личности Гитлера вне зависимости от исхода покушения могла поднять боевой дух немецкой армии, и вермахт тогда если не остановил бы, то задержал союзников надолго.

Именно Торнли убедил не проводить операцию, поскольку Германия была на грани поражения, а убийство Гитлера могло только ухудшить обстановку на фронте для союзников. Главная задача сводилась к уничтожению нацистского оплота как такового, а операция не гарантировала выполнение этой задачи. Более того, 14 июля 1944 Гитлер покинул Бергхоф и больше не возвращался туда вплоть до своей смерти 30 апреля 1945 года, что лишило операцию смысла.

## Экранизация
Британская корпорация в 2003 году Би-би-си выпустила документальный фильм «Убить Гитлера» (сценарист и режиссёр Джереми Ловеринг). Фильм сделан в виде документальной драмы, основанной на документах об операции «Фоксли», с историческими кадрами и звуком, интервью со свидетелями тех событий, инсценировками и анализом несостоявшейся операции и её возможных последствий.
Смысл фильма заключался в анализе и предположениях о том, что если бы операции был дан зелёный свет и Гитлер был бы уничтожен, как бы развивались бы события в дальнейшем. Это отсутствие бомбардировок немецких городов и, вследствие, спасение, в общем, порядка 10 миллионов жизней, более раннее освобождение узников концлагерей, раннее прекращение войны на восточном фронте против СССР. Аналитики предположили, что у операции «Фоксли» были все шансы успешного осуществления в случае выбора снайпером удачной позиции для покушения на Гитлера.
Концепция убийства Адольфа Гитлера была использована Квентином Тарантино в его фильме 2009 года «Бесславные ублюдки».